# Orvine
Die Orvine ist ein 5,4 Kilometer langer rechter Zufluss der Schüss im Berner Jura im Schweizer Kanton Bern.

## Geographie

### Verlauf
Der Bach fliesst auf seiner ganzen Länge durch das Gebiet der Gemeinde Orvin und im Landschaftsschutzgebiet des Naturparks Parc régional Chasseral. Seine Hauptquelle liegt bei der Siedlung Le Jorat auf der Höhe von 742 m ü. M. In den 1960er Jahren wurde das Quellgebiet durch Melioration verändert und der Bachlauf etwas verkürzt.

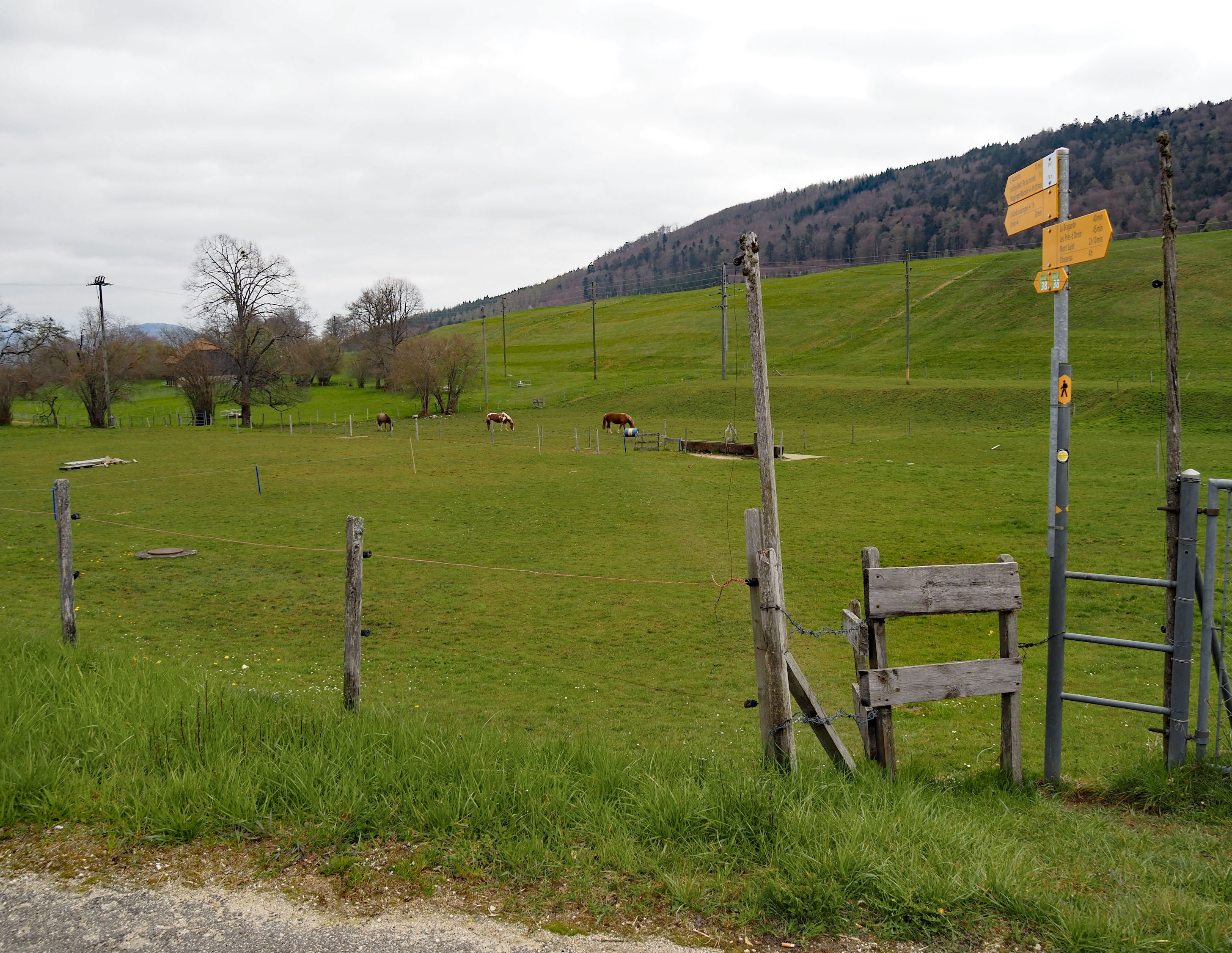
Flur Le Jorat im unteren Quellgebiet der Orvine

1,5 Kilometer weiter südwestlich und 100 Meter höher verläuft im Tal zwischen dem Bergzug Envers de Jorat und dem Spitzberg (französisch Mont Sujet) in einem Feuchtgebiet und im Naturschutzgebiet Pâturage du Jorat ein kurzer Quellbach, der möglicherweise den Ursprung der Orvine darstellt, jedoch nach kurzer Strecke im verkarsteten Untergrund versickert. Auf früheren Landeskarten ist der obere Bach noch eingetragen.
Von Jorat aus erreicht die Orvine nach 1,5 Kilometer das Dorf Orvin, wo es unter der Strasse nach Leubringen und danach nördlich an der Dorfkirche vorbeiführt. Während sich das Ortszentrum von Orvin am Berghang nördlich und links des Baches befindet, liegt das Quartier mit der Kirche auf einer langgezogenen Anhöhe mitten im Tal und rechts vom Bachlauf. Südlich dieser mehr als zwei Kilometer langen Geländerippe im Talgrund verläuft der zweite, fast gleich lange Quellbach der Orvine, der auch La Jore genannt wird. In diesen münden mehrere kleine Seitenbäche wie der Bach Les Vernes.
Etwas mehr als einen Kilometer östlich von Orvin treffen sich die beiden Quellbäche und fliessen durch den allmählich enger werdenden unteren Talabschnitt. Die Orvine passiert die Siedlung der ehemaligen Mühle Le Petit Moulin, die früher auch moulin sous le village (deutsch Mühle unterhalb des Dorfs) genannt wurde. Die Mühle von Orvin ist schon in einem Dokument aus dem Jahr 1726 erwähnt.
Unterhalb der Mühle liegt der Bachlauf am südöstlichen Rand des Talbodens unter dem bewaldeten Berghang Fridliswartsyte. Dem Bachbett folgt auf einer Strecke die Gemeindegrenze zwischen Orvin und dem Gebiet der Stadt Biel. Kurz vor dem Ende ihres Laufs unterquert die Orvine die Zufahrt von der Route de Frinvillier zur Transjurane (Hauptstrasse 6) und danach den Frinvillier-Viadukt der Autobahn. Gleich danach mündet sie, wiederum als Grenzbach zwischen Orvin und Biel, bei Frinvillier auf 526 m ü. M. von rechts in die Schüss.

### Einzugsgebiet
Das 24,41 km² grosse Einzugsgebiet der Orvine liegt im Faltenjura und wird durch sie über die Schüss, den Bielersee, den Nidau-Büren-Kanal, die Aare und den Rhein zur Nordsee entwässert.
Es besteht zu 59,6 % aus bestockter Fläche, zu 34,8 % aus Landwirtschaftsfläche, zu 5,1 % aus Siedlungsfläche und zu 0,5 % aus unproduktiven Flächen.
Die Flächenverteilung
Die mittlere Höhe des beträgt 969,5 m ü. M. und der höchste Punkt ist der Spitzberg mit 1382 m ü. M. im Südwesten des Einzugsgebietes.

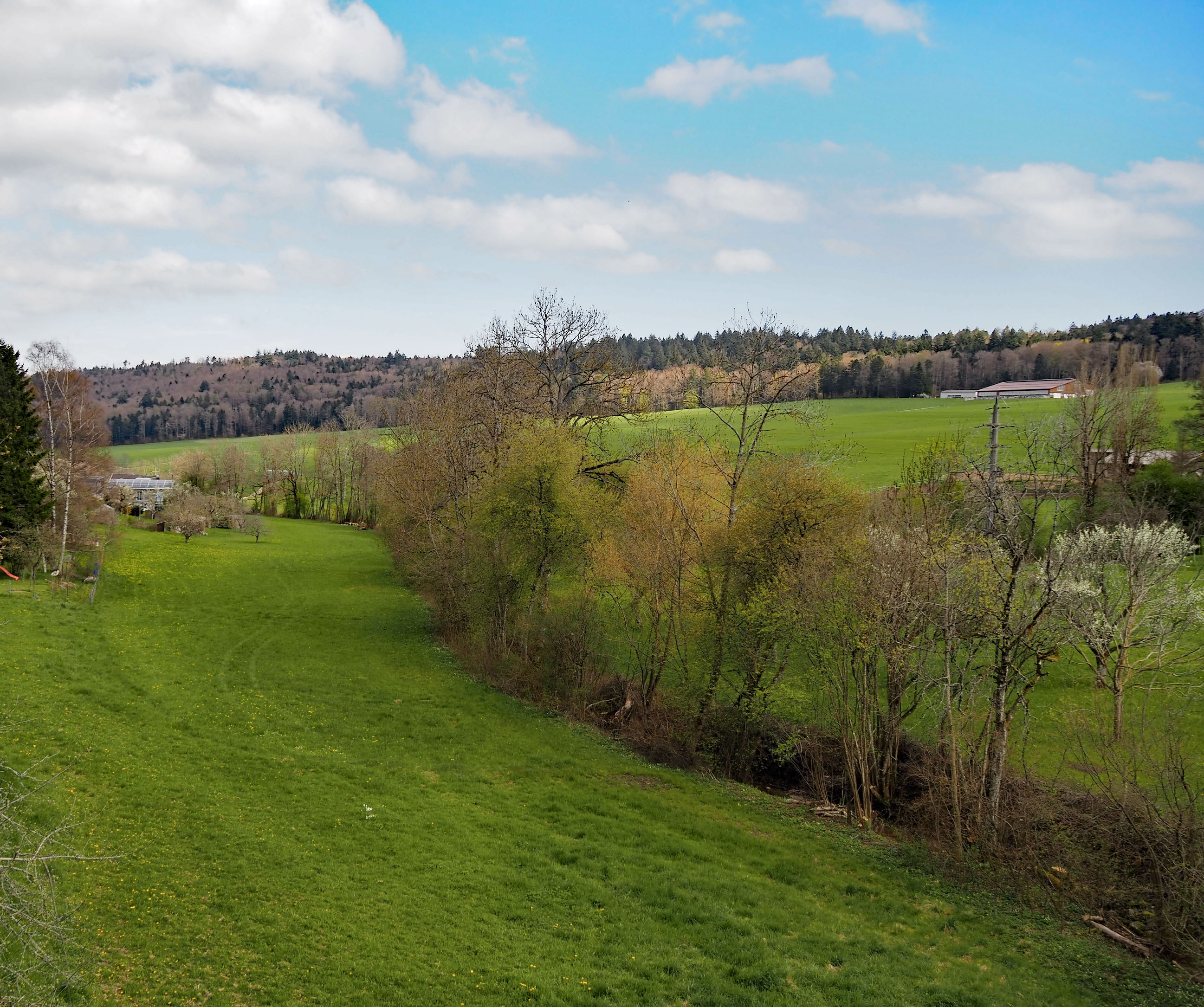
Rechter Quellbach der Orvine La Jore

### Zuflüsse
(Direkte und indirekte Zuflüsse, jeweils von der Quelle zur Mündung. Namen nach dem Geoportal des Kantons Bern. Daten nach dem Geoserver der Schweizer Bundesverwaltung.)
- La Jore (rechts), 3,4 km
  - Les Vernes (links), 0,9 km[7]
  - La Jore [GKZ CH 137946] (rechts), 0,5 km[7]

## Fischerei
Der Bach ist ein in der Region bekanntes Fischereigewässer. 1969 verendeten wegen einer Vergiftung des Wassers alle Fische in der Orvine; 1983 musste der Sportfischerverein la Suze den Bachlauf wegen Wassermangels abfischen; von 1987 datiert der letzte Nachweis von Krebsen im Bach.